# Дроздов, Геннадий Юрьевич
Геннадий Юрьевич Дроздов (11 сентября 1958, Сумгаит, Азербайджанская ССР) — советский, азербайджанский футболист, защитник, полузащитник. Российский тренер.
Воспитанник футбольной школы «Нефтчи» Сумгаит, первый тренер Т. Рзаев. Дебютировал в 1978 году во второй лиге в составе «Хазара» Ленкорань, затем стал выступать в дубле бакинского «Нефтчи». В 1980 году провёл один матч в чемпионате (высшей лиге), отыграв 4 июля первый тайм гостевого матча против «Кайрата» (1:2). Отыграв в марте следующего года два матча, для прохождения армейской службы был переведён в ЦСКА и сыграл в конце мая — начале июня три неполных матча. Следующие полтора сезона провёл в первой лиге в составе СКА Хабаровск. В дальнейшем играл в высшей лиге за «Нефтчи» (1983—1984), низших лигах за «Динамо» Кировабад (1985), «Спартак» Орджоникидзе (1986—1987), «Гёязань» (1988—1989), «Текстильщик» Камышин (1990—1991). В 1992—1993 годах играл за «Терек» Грозный в первой лиге России. В сезонах 1993/94 — 1994/95 провёл по три матча за «Туран» Товуз в чемпионате Азербайджана.
7 сентября 1994 провёл один матч за сборную Азербайджана против Румынии (0:3) в отборочном турнире чемпионата Европы 1996.
Входил в тренерский штаб и являлся главным тренером (с перерывами) российского клуба «Балаково» (1998[уточнить]—2001). Был тренером в «Анжи» в сентябре 2003.